# Coprotinia
Coprotinia es un género de hongos en la familia Sclerotiniaceae. Es un género monotípico y contiene la especie Coprotinia minutula.